# Хлыстово (Калужская область)
Хлыстово — деревня в Козельском районе Калужской области. Входит в состав сельского поселения «Деревня Киреевское-Первое».
Расположено примерно в 3 км к юго-востоку от деревни Киреевское Второе.

## Население
На 2010 год население составляло 0 человек.